# Tibet-Frauenschuh
Der Tibet-Frauenschuh (Cypripedium tibeticum) ist eine Pflanzenart aus der Gattung Cypripedium in der Familie der Orchideen (Orchidaceae).

## Beschreibung

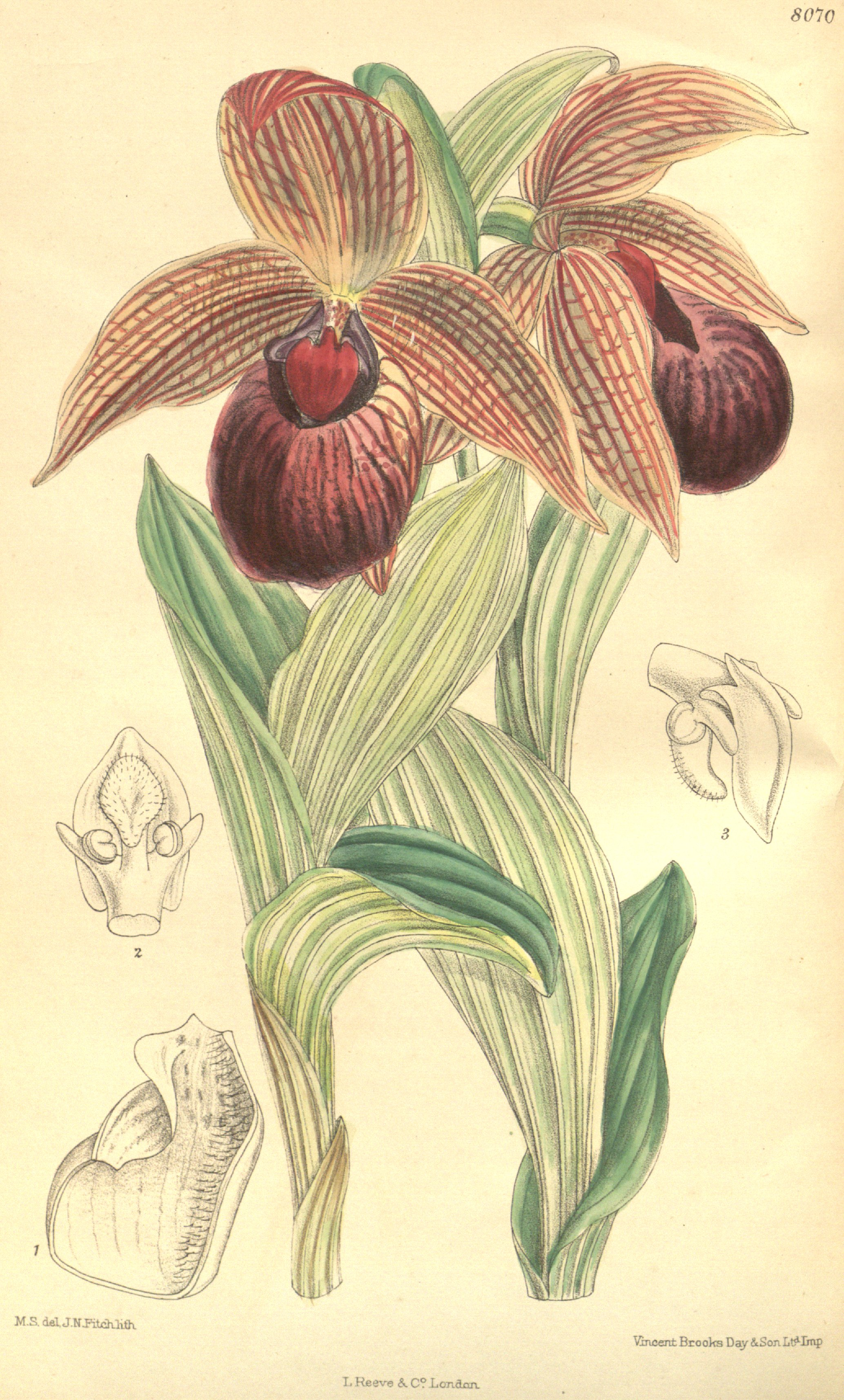
Tibet-Frauenschuh (Cypripedium tibeticum), gezeichnet von Matilda Smith für Curtis’s Botanical Magazine

Der Tibet-Frauenschuh ist eine ausdauernde Pflanze mit einem kurzen, dicken Rhizom, die Wuchshöhen von 13 bis 35 Zentimeter erreicht. Der Stängel ist nur im oberen Teil manchmal behaart, sonst kahl. Er trägt meist drei, seltener zwei oder vier Blätter. Diese sind oval, spitz oder stumpf endend, 8 bis 16 × 3 bis 9 Zentimeter groß. Der Blütenstand besteht aus nur einer Blüte. Das Tragblatt ist oval bis breit-lanzettlich, 6 bis 11 × 2 bis 5 Zentimeter groß, spitz ausgezogen. Blütenstiel und Fruchtknoten sind meist nicht behaart. Die Perigonblätter sind deutlich netznervig, auf hellem Grund dunkelrot gezeichnet. Die Lippe ist dunkelpurpurn, etwas runzlig. Das Staminodium ist länglich-oval.
Blütezeit ist von Mai bis August, die Blätter sind zur Blütezeit noch nicht voll entfaltet.
Die Chromosomenzahl beträgt 2n = 20.

## Vorkommen
Der Tibet-Frauenschuh kommt in Sikkim, Bhutan und China auf Wiesen, an Nadel- und Mischwaldrändern, in Geröllfluren und auf Kalkfelsleisten in Höhenlagen von 2300 bis 4200 Metern vor.

## Taxonomie
Der Tibet-Frauenschuh wurde 1892 von Robert Allen Rolfe im Journal of the Linnean Society. Botany Band 29, Seite 320 als Cypripedium tibeticum erstbeschrieben. Rolfe übernahm den Namen, den er von George King erhalten hatte.

## Nutzung
Der Tibet-Frauenschuh wird selten als Zierpflanze für Gehölzgruppen genutzt.